# Ланди, Джузеппе Антонио

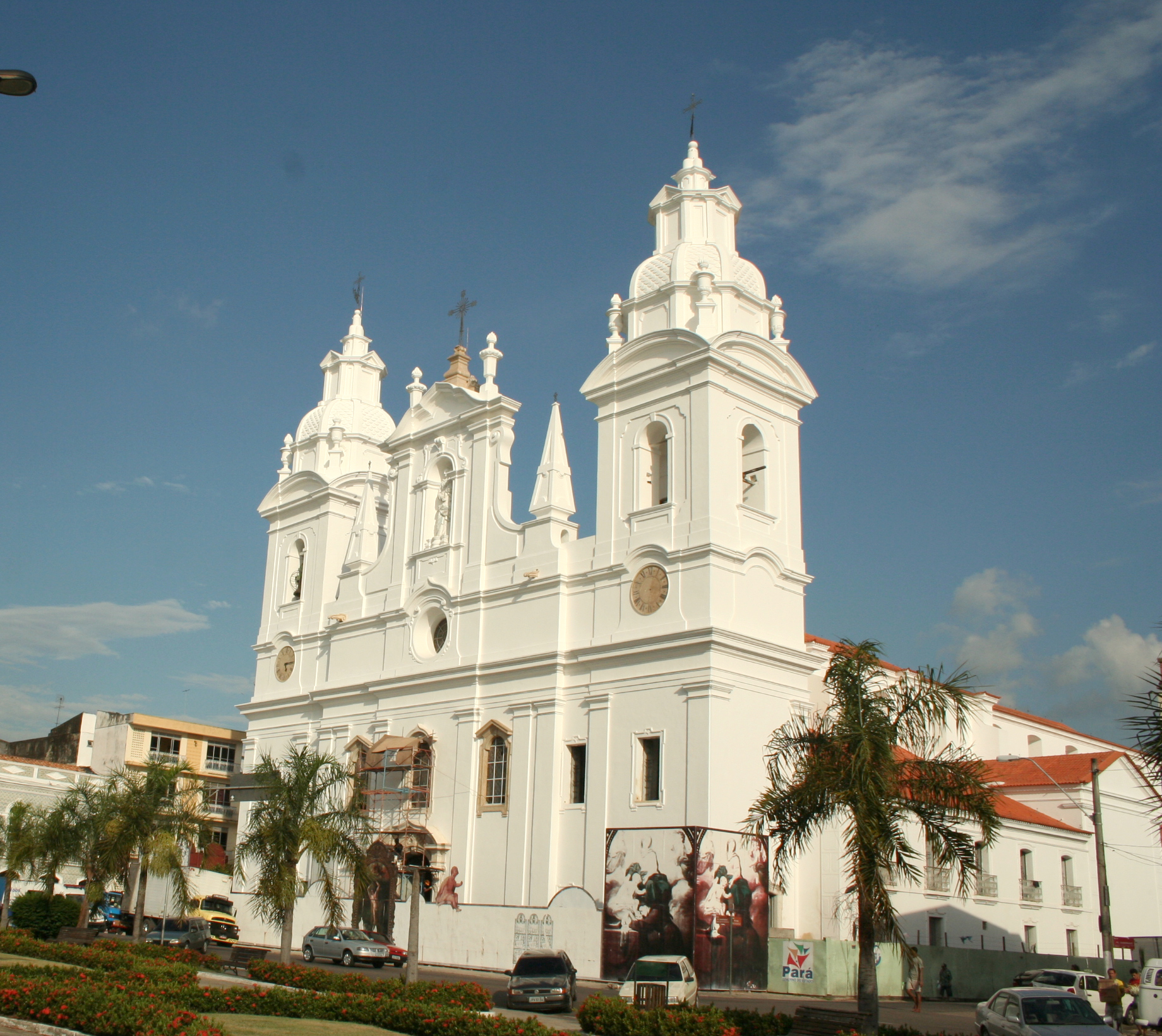
Собор Пресвятой Девы Марии Благодати, Белен

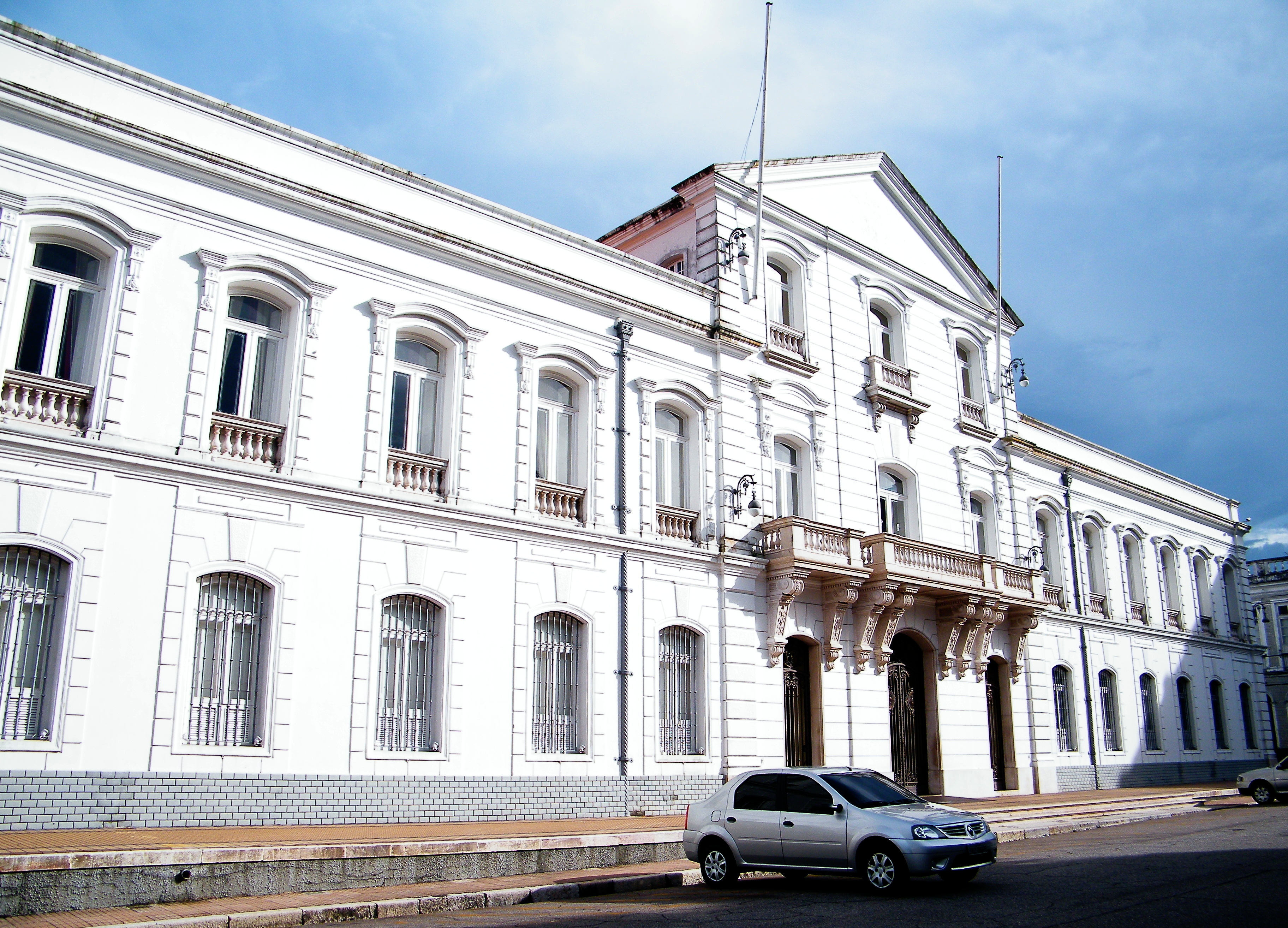
Дворец губернатора, Белен

Джузеппе Антонио Ланди, в бразильской версии — Антониу Жозе Ланди (итал. Giuseppe Antonio Landi; порт. Antônio José Landi; 29 октября 1713 года, Болонья, Папская область — 22 июня 1791 года, Белен, Бразилия) — итальянский архитектор, творчество которого связано с бразильским штатом Амазонас.

## Биография
Родился в 1713 году в итальянском городе Болонья в семье профессора болонского университета. Изучал живопись и архитектуру в классе Фердинандо Бибьена. В 1743 году был избран почётным членом Академии Клементина в Болонье. Участвовал в строительстве и реконструкции собора и архиепископского музея в Равенне, храмов святого Петра, святого Георгия и святого Павла в Болонье.
После подписания Мадридского договора в 1750 году король Португалии Жуан V поручил кармелиту Жоану Алварешу де Гусману (João Alvares de Gusmão) нанять в итальянских городах различных учёных для изучения географии и природного мира Бразилии, чтобы составить географическую карту страны для разграничения колониальных владений между Португалией и Испанией. Антонио Ланди был нанят в качестве рисовальщика в демаркационную экспедицию в Северную Бразилию. В конце 1750 года Антонио Ланди отправился в Португалию, где пробыл последующие два года. 2 июня 1753 он в составе экспедиции отправился в Бразилию, где проживал последующие годы до своей кончины в городе Белен.
Будучи в Белене, строил различные здания и сооружения в этом городе и других населённых пунктах Амазонии. Оставил после себя рукопись «Descrizione di varie piante, frutti, animali, passeri, pesci, biscie, rasine, e altre simili cose che si ritrovano in questa Cappitania del Gran Parà» по зоологии Амазонии.
Основные здания, построенные Антонио Ланди
- Собор Пресвятой Девы Марии Благодати в Белене
- Дворец Лауро Содре (Дворец губернатора) в Белене
- Госпиталь Реал в Белене
- Часовня Помбо в Белене
- Церковь Святой Анны в Белене
- Церковь Пресвятой Девы Марии Милосердия в Белене
- Церковь святого Иоанна Крестителя в Камете